# 영광중앙초등학교 월송분교
영광중앙초등학교 월송분교는 대한민국 전라남도 영광군 영광읍 덕호리에 있었던 공립 초등학교이다.

## 학교 연혁
- 1969년 3월 4일 월송국민학교 개교
- 1969년 9월 25일 1~3학년 5학급 전입(영광, 영광중앙, 진량, 백수동교에서)
- 1984년 3월 1일 병설유치원 개원
- 1996년 3월 1일 월송초등학교로 교명 변경
- 2013년 3월 1일 영광중앙초등학교로 분교 편입
- 2019년 2월 28일 폐교[1]

## 참고 자료
- 영광중앙초등학교월송분교장 - 한국교육학술정보원 학교알리미